# Gorbatov

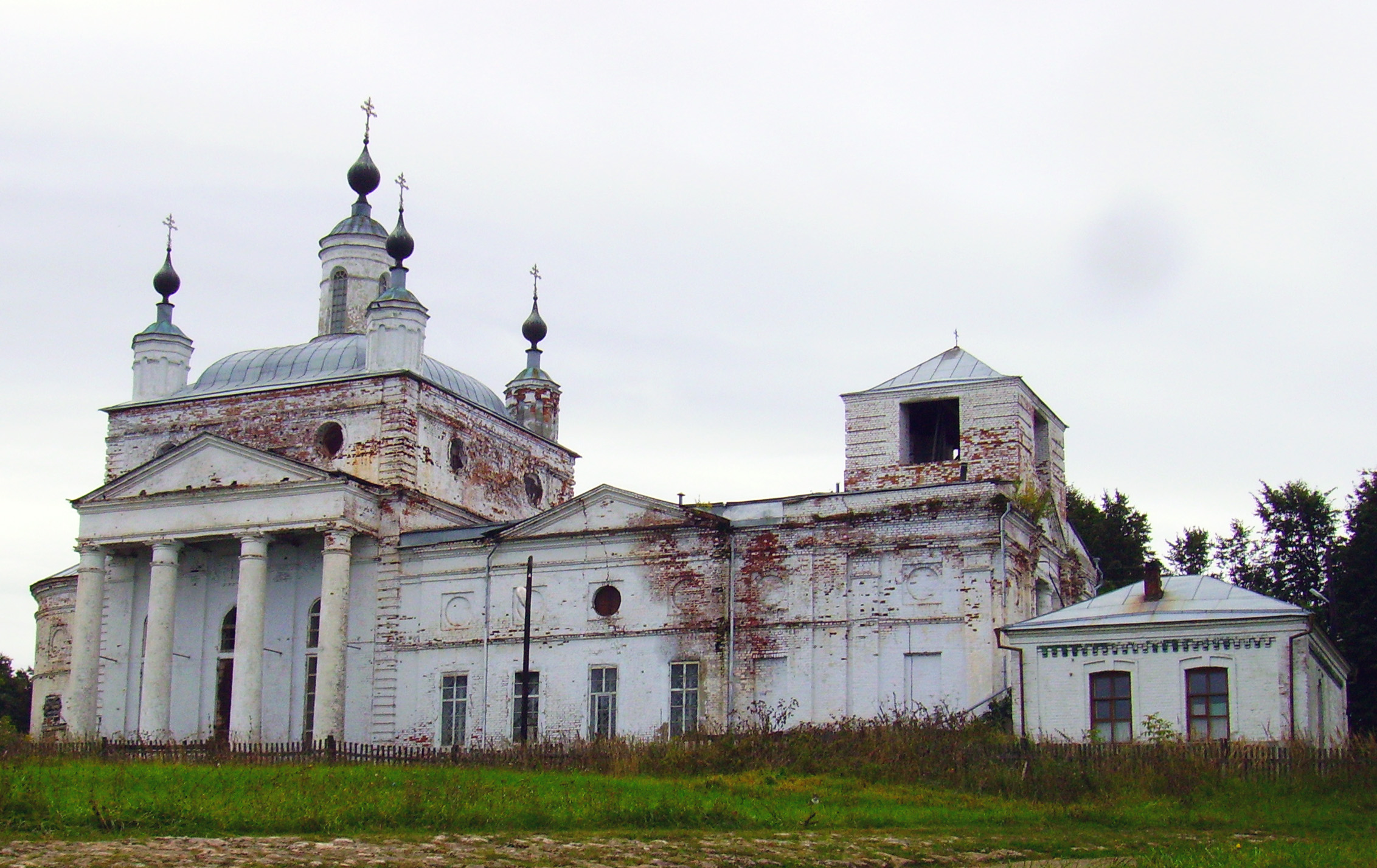
Treenighetskyrkan vid torget i Gorbatov.

Gorbatov (ryska: Горба́тов) är en ort i Nizjnij Novgorod oblast i Ryssland. Gorbatov ligger vid floden Oka, omkring 60 km väster om Nizjnij Novgorod. Folkmängden uppgick till 2 049 invånare i början av 2015.

## Historia
Gorbatovo nämns första gången 1565 som en vottjina, av prins Aleksandr Gorbatyj-Sjujskij, en av Ivan den förskräckliges generaler efter vilken orten fått sitt namn. År 1779 slogs byn Gorbatovo samman med slobodan  Mesjtsjerskaja, och orten Gorbatov bildades.